# Lijst van parochies in het bisdom Lolland-Falster
Deze pagina bevat een overzicht van parochies van het bisdom Lolland-Falster in Denemarken. Het bisdom telt 104 parochies (hieronder 104).
- Aastrup (parochie)
- Arninge (parochie)
- Askø (parochie)
- Avnede (parochie)
- Bandholm (parochie)
- Birket (parochie)
- Branderslev (parochie)
- Brarup (parochie)
- Bregninge (parochie, Guldborgsund)
- Bursø (parochie)
- Dannemare (parochie)
- Døllefjelde (parochie)
- Engestofte (parochie)
- Errindlev (parochie)
- Eskilstrup (parochie)
- Falkerslev (parochie)
- Fejø (parochie)
- Femø (parochie)
- Fjelde (parochie)
- Fuglse (parochie)
- Gedesby (parochie)
- Gedser Kirkedistrikt
- Gloslunde (parochie)
- Godsted (parochie)
- Græshave (parochie)
- Gundslev (parochie)
- Gurreby (parochie)
- Halsted (parochie)
- Herredskirke (parochie)
- Herritslev (parochie)
- Hillested (parochie)
- Holeby (parochie)
- Horbelev (parochie)
- Horreby (parochie)
- Horslunde (parochie)
- Hunseby (parochie)
- Idestrup (parochie)
- Kappel (parochie)
- Karleby (parochie)
- Kettinge (parochie)
- Kippinge (parochie)
- Købelev (parochie)
- Krønge (parochie)
- Landet (parochie, Lolland)
- Langø Kirkedistrikt
- Lillebrænde (parochie)
- Løjtofte (parochie)
- Maglebrænde (parochie)
- Majbølle (parochie)
- Maribo Domsogn
- Musse (parochie)
- Nebbelunde (parochie)
- Nøbbet Kirkedistrikt
- Nordlunde (parochie)
- Nørre Alslev (parochie)
- Nørre Kirkeby (parochie)
- Nørre Ørslev (parochie)
- Nørre Vedby (parochie)
- Nykøbing F (parochie)
- Nysted (parochie)
- Olstrup (parochie)
- Ønslev (parochie)
- Øster Ulslev (parochie)
- Østofte (parochie)
- Radsted (parochie)
- Ringsebølle (parochie)
- Rødby (parochie)
- Rødbyhavn (parochie)
- Ryde (parochie, Lolland)
- Sædinge (parochie)
- Sakskøbing (parochie)
- Sandby (parochie, Lolland)
- Sankt Nikolai (parochie, Lolland)
- Skelby (parochie, Guldborgsund)
- Skørringe (parochie)
- Skovlænge (parochie)
- Slemminge (parochie)
- Søllested (parochie, Lolland)
- Sønder Alslev (parochie)
- Sønder Kirkeby (parochie)
- Stadager (parochie)
- Stokkemarke (parochie)
- Stormarks (parochie)
- Stubbekøbing (parochie)
- Systofte (parochie)
- Tågerup (parochie)
- Tårs (parochie, Guldborgsund)
- Tillitse (parochie)
- Tingsted (parochie)
- Tirsted (parochie)
- Toreby (parochie)
- Torkilstrup (parochie)
- Torslunde (parochie, Lolland)
- Utterslev (parochie, Lolland)
- Våbensted (parochie)
- Væggerløse (parochie)
- Vålse (parochie)
- Vantore (parochie)
- Vejleby (parochie)
- Vestenskov (parochie)
- Vester Ulslev (parochie)
- Vesterborg (parochie)
- Vigsnæs (parochie)
- Vindeby (parochie)